# Chaenopsis alepidota
Chaenopsis alepidota е вид бодлоперка от семейство Chaenopsidae. Видът не е застрашен от изчезване.

## Разпространение и местообитание
Разпространен е в Мексико и САЩ.
Обитава крайбрежията и пясъчните дъна на морета, заливи и рифове в райони с тропически, умерен и субтропичен климат. Среща се на дълбочина от 0,5 до 11 m, при температура на водата от 20,8 до 23,5 °C и соленост 34,9 – 35,3 ‰.

## Описание
На дължина достигат до 15 cm.